# Lunar Prospector
A Lunar Prospector a NASA Discovery-programjának második küldetése. A NASA több mint 25 év után küldött űreszközt a Holdra.
A Lunar Prospector szállította a Holdra az 1997-ben elhunyt Eugene Merle Shoemaker csillagász-geológus földi maradványainak egy részét egy urnában, aki ezzel az első ember lett, akit a Holdon temettek el.

## Küldetés
Többszöri halasztás után, 1997 szeptembere helyett, 1998. január 7-én hajnalban elindulhatott az amerikaiak új hordozórakétájával a Lunar Prospector (holdi talajkutató) űrszonda. A három fokozatú, szilárd hajtóanyagú Athena 2 rakéta, a floridai Cape Canaveral új, kereskedelmi indítóhelyéről először alacsony Föld körüli pályára juttatta a holdszondát és gyorsítórakétáját. Fél keringés után a Lunar Prospector és pályamódosító rakétája elindult a Holdhoz vezető 99 órás útra. Január 11-én a Holdnál lefékezték és átlagosan 100 kilométer magas, a sarkok felett húzódó, úgynevezett poláris pályára állították. A tervezett egyéves méréssorozat után a pályáját a Hold felszínéhez igen közeli, alig 10 kilométer magasságúra csökkentették. 1999. július 31-én a Lunar Prospector becsapódott a felszínbe.

## Műszerek
- Gamma Ray Spectrometer (GRS)
- Neutron Spectrometer (NS)
- Magnetometer (MAG)
- Electron Reflectometer (ER)
- Alpha Particle Spectrometer (APS)
- Doppler Gravity Experiment (DGE)

## Legfontosabb eredmények

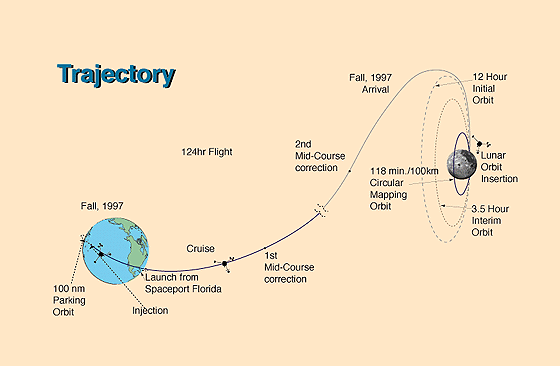
A Lunar Prospector űrszonda pályája a holdi poláris pályára való eljutásig

A 295 kilogrammos Lunar Prospector kicsi és olcsó holdszonda. Kamerát nem vitt magával, tehát nem készít képeket, hiszen a Clementine-1 1994. március-áprilisában, hasonló pályán majdnem kétmillió felvételt készített a Hold egész felületéről. Kétségtelenül legérdekesebb berendezése a neutron-spektrométer, amely kimutatja a talajban lévő vízjégben található hidrogén jelenlétét. Ilyen berendezést először használnak űrkutatási célokra. A műszer méri a különféle energiájú neutronokat, amelyek a kozmikus sugárzásnak a talajban lévő hidrogénatomokkal való ütközésekor keletkeznek, s szétrepülnek az űrbe. A neutron-mérésekből kiderült, hogy kísérőnk sarkvidékein van hidrogén, valószínűleg vízjég-szemcsék formájában. A Hold déli sarkánál lévő jég létét már korábban jelezték a Clementine-1 űrszonda egészen más elveken végzett radarmérései. A nagy szenzáció azonban az, hogy a Hold északi pólusán is találtak jégkristályokat, sőt az eredmények azt mutatják, hogy ott 50%-kal több van. Az eddigi adatokból megállapították, hogy ha félméteres mélységgel számolnak, akkor a jég mennyisége 10-300 millió tonna lehet. A Lunar Prospector pályabeméréséből meghatározták a Hold gravitációs anomália-térképét is. A mostani adatokból elkészült új gravitációs atlasz sokkal részletesebb és pontosabb a korábbiaknál. Ennek alapján a Holdnak a Földről látható oldalán két újabb mascont fedeztek fel.

## Külső hivatkozások
- A Lunar Prospector küldetés hivatalos honlapja
- A Lunar Prospector neutron spektrométerének eredményei
- A holdi pólusokon talált vízről szóló jelentés Archiválva 2013. augusztus 6-i dátummal a Wayback Machine-ben
- A holdi póluson található vízmolekulák eredete
- Az AMES űrközpont honlapja a Lunar Prospector műszereiről és azok eredményeiről
- A houstoni LPI honlapja a Lunar Prospector programról és eredményeiről